# 淀川通
淀川通（日文：よどがわどおり），是大阪府大阪市内一條東西走向的主要道路。

## 概述
淀川通是起自大阪市西淀川区中島二丁目並迄至東淀川区東淡路一丁目交叉路口為止，可以連接大阪府道10號大阪池田線・大阪市道淀川北岸線・大阪市道福町浜町線・大阪府道14號大阪高槻京都線・大阪府道16號大阪高槻線。它也是大阪市淀川右岸的3區（西淀川區・淀川區・東淀川區）貫通東西的唯一幹道。沿線的新北野地區的淀川煙火大會是為主要節慶活動。

## 沿線設施
- 西淀川區
  - 大野下水處理場
  - 中島公園
  - 西淀公園
  - 西淀川區役所
  - 御幣島站
  - 西淀病院
- 淀川區
  - 塚本站
  - 大阪府立北野高等學校
  - 十三公園
  - 堀城
  - 十三站
  - 淀川區役所
  - 淀川稅務署
  - 西中島南方站
  - 南方站
- 東淀川區
  - 柴島淨水場
  - 柴島城

## 續接道路
- 西淀川区
  - 國道43號 - 大和田西交叉點
  - 阪神高速3號神戶線 - 大和田出入口
  - 國道2號・御幣島筋（大阪府道10號大阪池田線） - 歌島橋交叉點
  - 阪神高速11號池田線 - 塚本出入口
- 淀川区
  - 姫島通 - 新北野中學校前交叉點
  - 十三繞行道路（國道176號） - 北野高校前交叉點
  - 十三筋（國道176號） - 新北野交叉點
  - 新御堂筋（國道423號） - 站前交叉點
- 東淀川区
  - 天神橋筋（大阪府道14號大阪高槻京都線） - 長柄橋北詰交叉點
  - 大阪府道134號熊野大阪線 - 柴島2丁目